# Lubusko vojvodstvo
Lubusko vojvodstvo (poljski: województwo lubuskie) je jedno od 16 poljskih administrativnih jedinica - vojvodstava. Zauzima površinu od 13.985 km² s 1 mil. stanovnika. Ustanovljeno je 1999. godine. Sjedište vojvodstva je Gorzów Wielkopolski i Zielona Góra.

## Gradovi i mjesta
| 1. Gorzów Wielkopolski (125.204) 2. Zielona Góra (118.201) 3. Nowa Sól (40.351) 4. Żary (38.967) 5. Żagań (26.580) 6. Świebodzin (21.679) 7. Międzyrzecz (18.722) 8. Sulechów (17.862) 9. Kostrzyn nad Odrą (17.725) 10. Słubice (17.199) 11. Gubin (16,974) 12. Lubsko (14.767) 13. Wschowa (14.573) 14. Szprotawa (12.613) 15. Krosno Odrzańskie (12.100) 16. Drezdenko (10.332) 17. Strzelce Krajeńskie (10.143) 18. Skwierzyna (10.010) 19. Sulęcin (9.972) 20. Kożuchów (9.592) 21. Witnica (6.849) | 22. Rzepin (6.499) 23. Zbąszynek (5.087) 24. Nowogród Bobrzański (5.036) 25. Jasień (4.526) 26. Bytom Odrzański (4.365) 27. Babimost (4.150) 28. Czerwieńsk (4.138) 29. Iłowa (3.975) 30. Sława (3.893) 31. Ośno Lubuskie (3.769) 32. Kargowa (3.641) 33. Małomice (3.623) 34. Gozdnica (3.454) 35. Dobiegniew (3.187) 36. Nowe Miasteczko (2.828) 37. Cybinka (2.668) 38. Łęknica (2.641) 39. Torzym (2.456) 40. Trzciel (2.363) 41. Lubniewice (1.929) 42. Szlichtyngowa (1.348) |

## Administrativna podjela
Lubusko vojvodstvo čini 14 kotara (okrug, poljski powiat), od toga 2 gradska i 12 zemljišnih, koji su potom podijeljeni na 83 općine (poljski gmina).
| Naziv (poljski naziv)                                    | Površina (km²) | Populacija (2006.) | Sjedište             | Ostali gradovi                                               | Ukupno općina (poljski: gmina) |
| Gradski kotari                                           |                |                    |                      |                                                              |                                |
| Gorzów Wielkopolski                                      | 86             | 125.204            |                      |                                                              | 1                              |
| Zielona Góra                                             | 58             | 118.201            |                      |                                                              | 1                              |
| Zemljišni kotari                                         |                |                    |                      |                                                              |                                |
| Żary (kotar) powiat żarski                               | 1.393          | 98.929             | Żary                 | Lubsko, Jasień, Łęknica                                      | 10                             |
| Zielona Góra (kotar) powiat zielonogórski                | 1.571          | 89.543             | Zielona Góra *       | Sulechów, Nowogród Bobrzański, Babimost, Czerwieńsk, Kargowa | 10                             |
| Nowa Sól (kotar) powiat nowosolski                       | 771            | 86.773             | Nowa Sól             | Kożuchów, Bytom Odrzański, Nowe Miasteczko                   | 8                              |
| Żagań (kotar) powiat żagański                            | 1.131          | 82.226             | Żagań                | Szprotawa, Iłowa, Małomice, Gozdnica                         | 9                              |
| Gorzów (kotar) powiat gorzowski                          | 1.213          | 65.546             | Gorzów Wielkopolski* | Kostrzyn nad Odrą, Witnica                                   | 7                              |
| Międzyrzecz (kotar) powiat międzyrzecki                  | 1.388          | 58.335             | Międzyrzecz          | Skwierzyna, Trzciel                                          | 6                              |
| Krosno Odrzańskie (kotar) powiat krośnieński             | 1.390          | 56.463             | Krosno Odrzańskie    | Gubin                                                        | 7                              |
| Świebodzin (kotar) powiat świebodziński                  | 937            | 55.989             | Świebodzin           | Zbąszynek                                                    | 6                              |
| Strzelce-Drezdenko (kotar) powiat strzelecko-drezdenecki | 1.248          | 50.151             | Strzelce Krajeńskie  | Drezdenko, Dobiegniew                                        | 5                              |
| Słubice (kotar) powiat słubicki                          | 1.000          | 46.777             | Słubice              | Rzepin, Ośno Lubuskie, Cybinka                               | 5                              |
| Wschowa (kotar) powiat wschowski                         | 625            | 38.958             | Wschowa              | Sława, Szlichtyngowa                                         | 3                              |
| Sulęcin (kotar) powiat sulęciński                        | 1.177          | 35.329             | Sulęcin              | Torzym, Lubniewice                                           | 5                              |
| * sjedište nije dio kotara                               |                |                    |                      |                                                              |                                |